# 往复式地面缆车

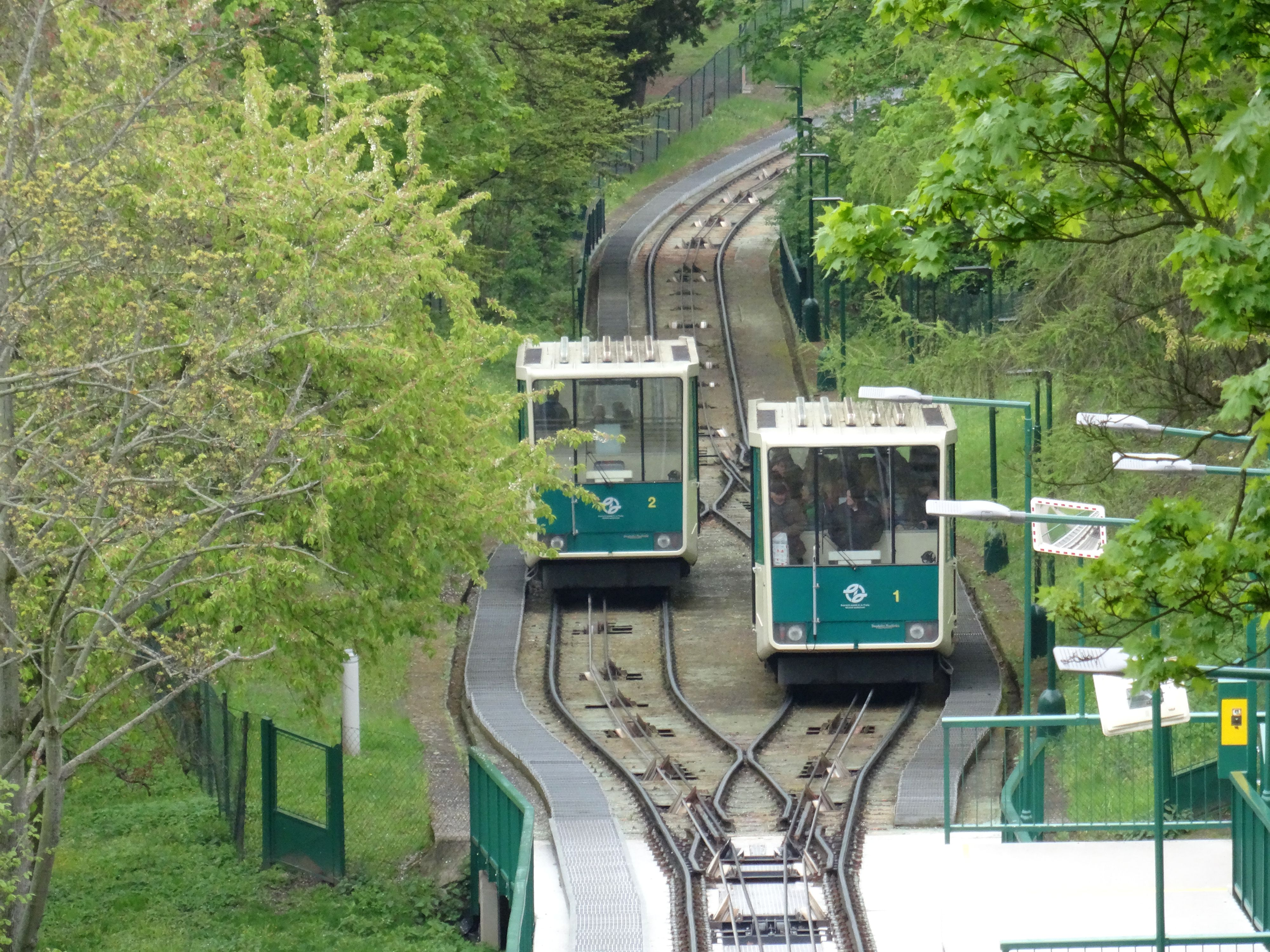
佩特任缆车的会车段

往复式地面缆车（英語：funicular）是一种常见于山地的地面缆车，车厢沿地面轨道或由固定结构支承的轨道在车站之间往复运行:30。往复式地面缆车系统通常只有两辆或两列缆车，分别挂接在牵引索的两端，牵引索在上站的驱动机的带动下牵引车厢在轨道上反向同时运行。